# 扇沢駅
扇沢駅（おうぎざわえき）は、長野県大町市にあるバス停留所。関西電力が運行する関電トンネル電気バスの、長野県側の起点である。
かつては関電トンネルトロリーバスの鉄道駅であったが、2018年11月に鉄道事業としての廃止、翌2019年4月より電気バスに転換され、鉄道駅としては廃駅となった。

## 概要
立山黒部アルペンルートの長野県側の入口となる停留所であり、トロリーバス時代はアルペンルート内の鉄道事業法で運営されていた交通機関の駅としては唯一、長野県内にある駅であった。
なお、営業期間に合わせて長野県道45号扇沢大町線の一部も閉鎖されるため、冬季は信濃大町駅側からも行くことはできない。

## 歴史
- 1964年（昭和39年）8月1日：開業[1]
- 2018年（平成30年）12月1日：関電トンネルトロリーバスの電気バス転換（鉄道事業としての廃止）に伴い、鉄道駅として廃止。
- 2019年（平成31年）4月15日：関電トンネル電気バスの運行開始により、バス停として再開業。

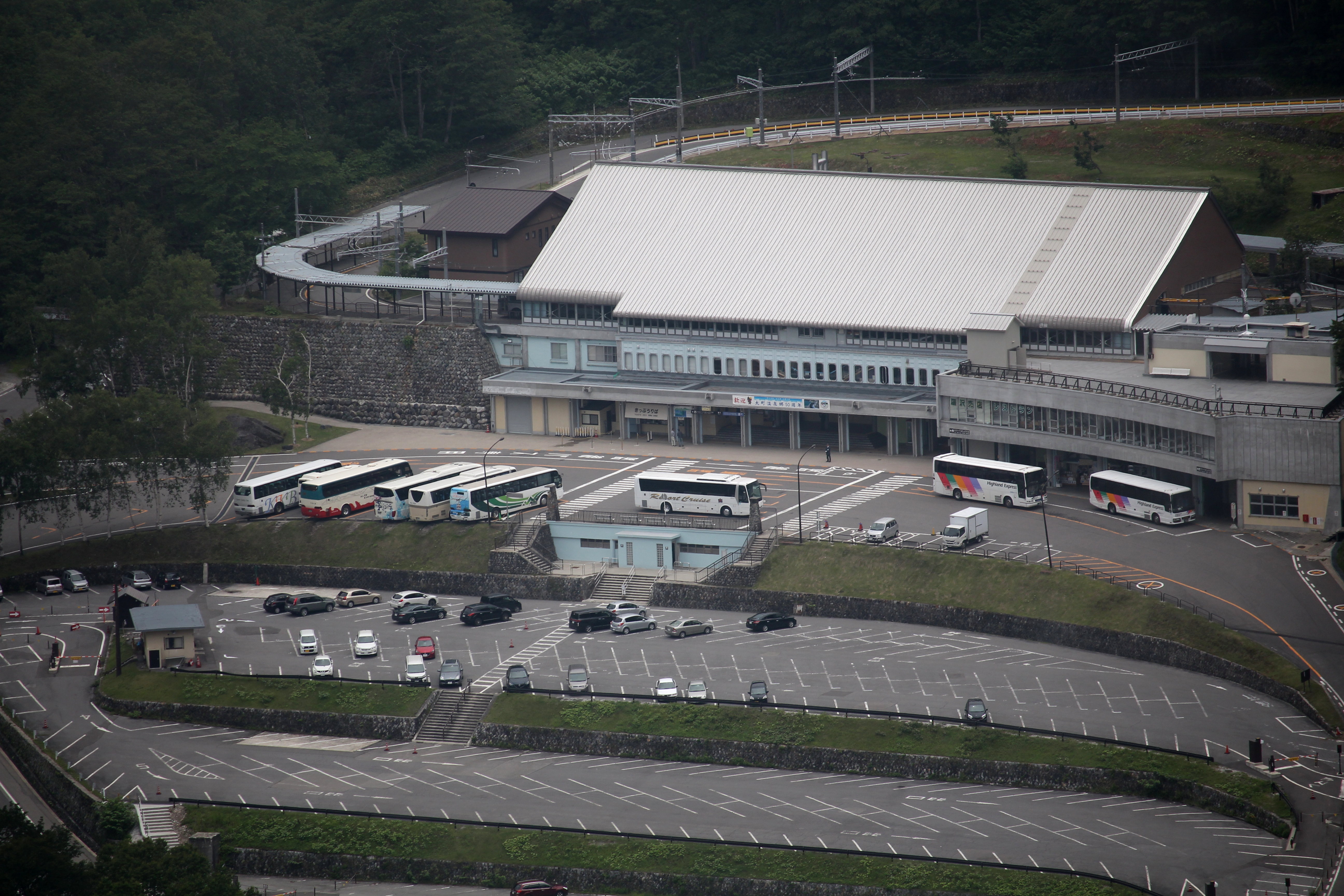
全景（柏原新道より望む）
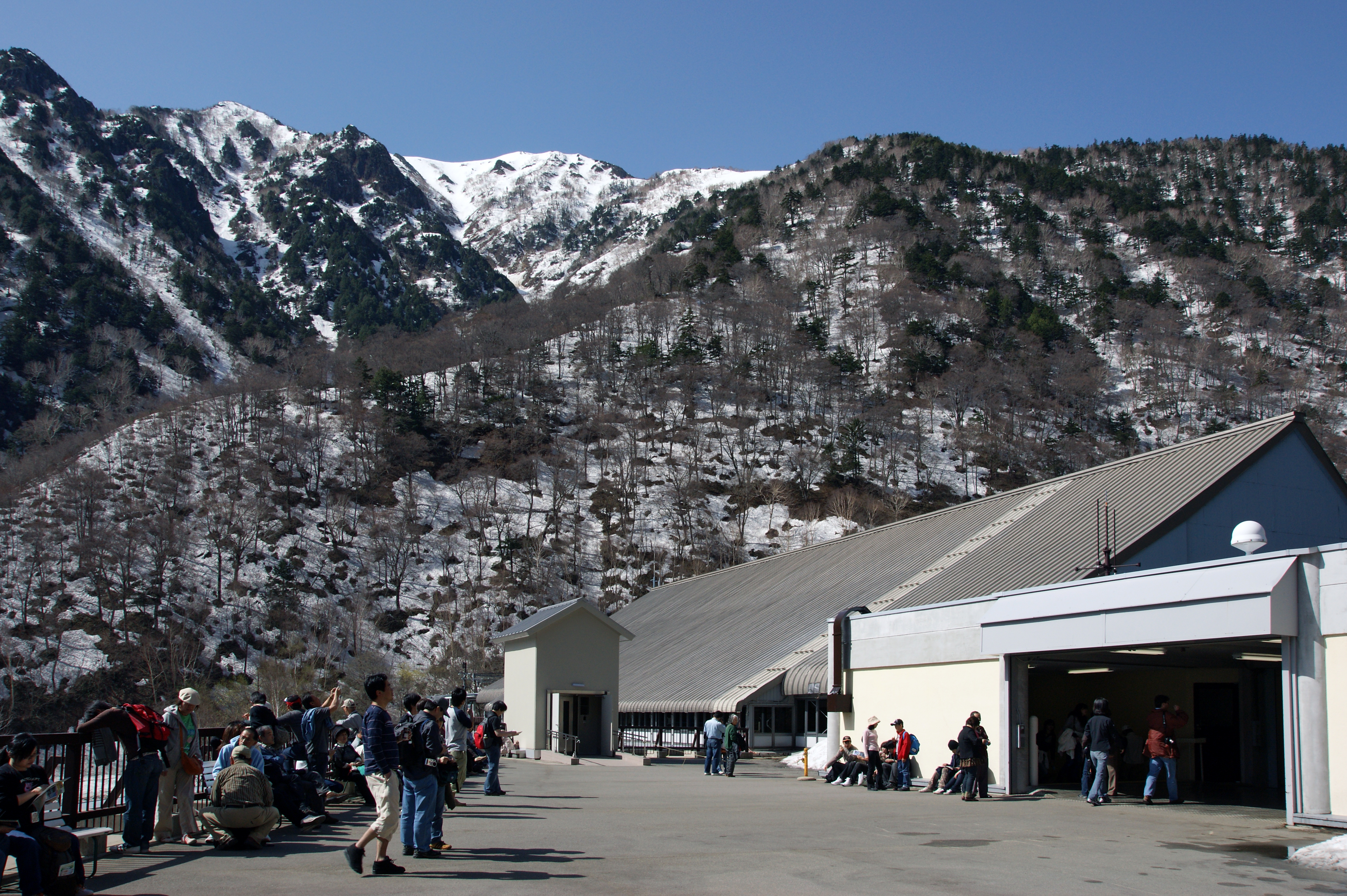
駅舎屋上
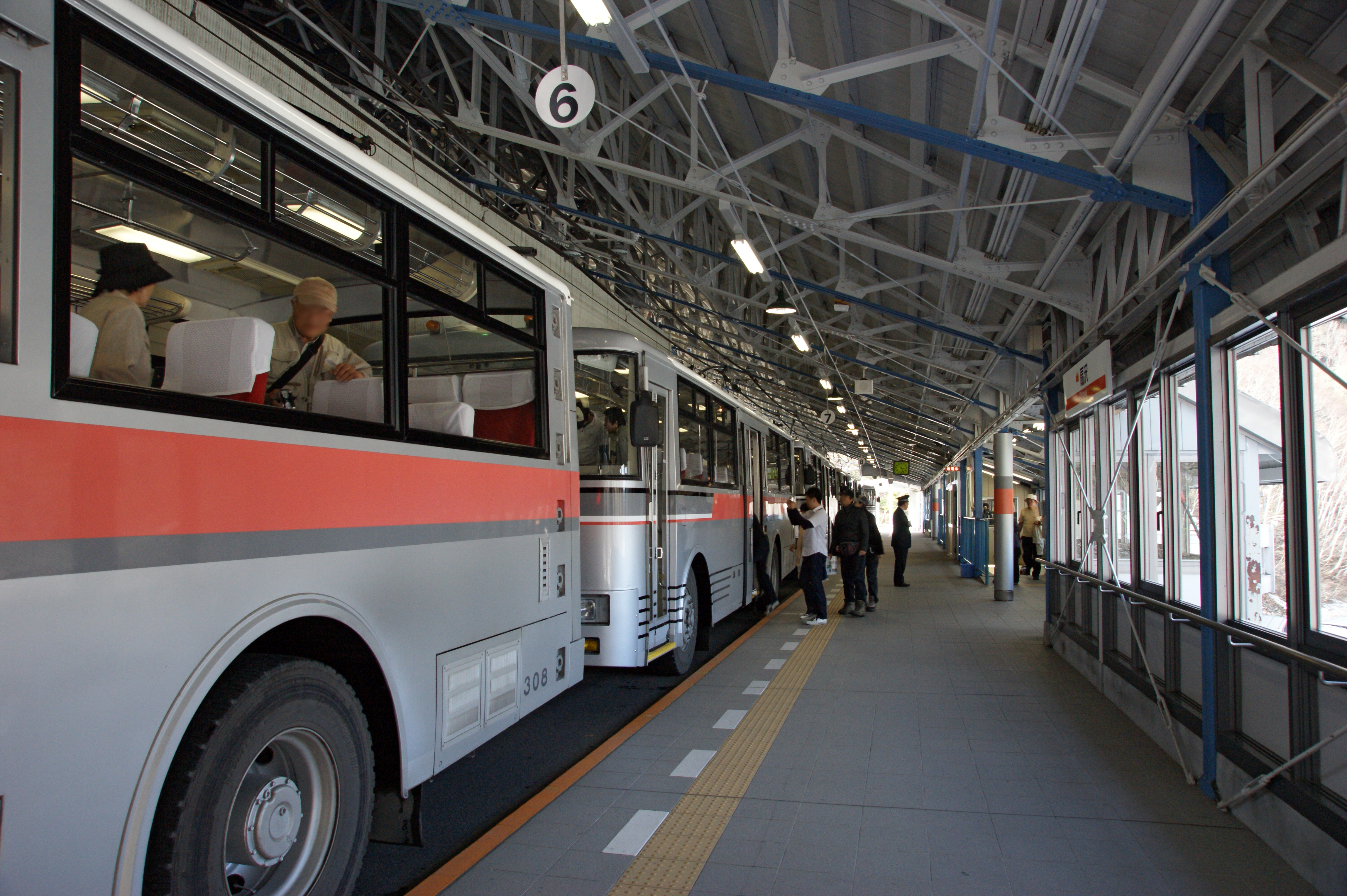
発車ホーム
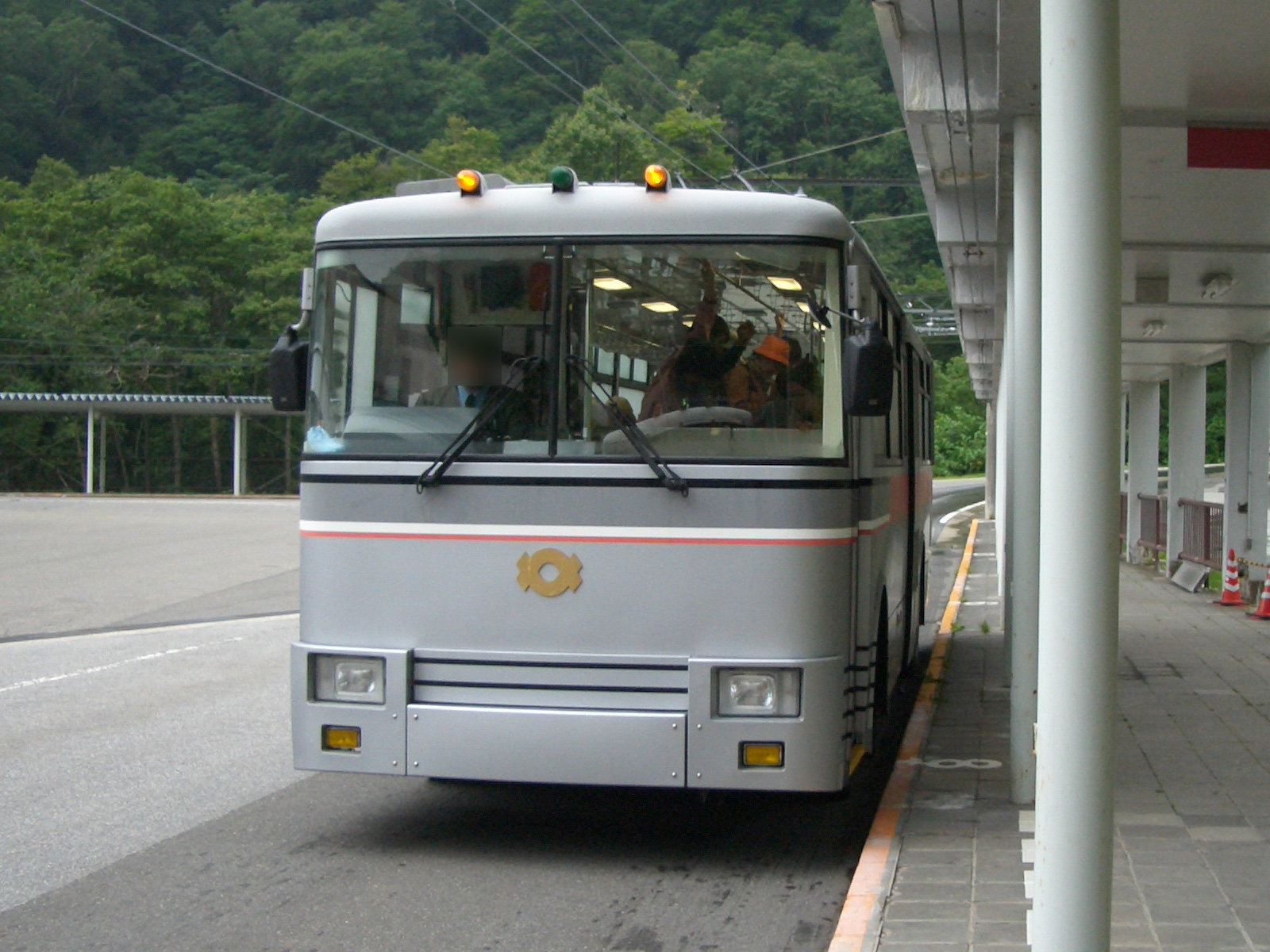
着車ホーム

## 構造
駅舎は地上3階建てで、1階にきっぷうりば、2階に「レストラン扇沢」と改札口、3階にホームと屋上展望台がある。
出札・改札などの旅客関係業務は関電アメニックスに委託。通行票（スタフ）の授受や出発合図などの運行管理業務は関電本体所属の社員が行う。改札機は乗車券に記載されたQRコード読み取り式である。

## 停留所周辺
- 扇沢総合案内センター
  - センターには2018年まで使用されたトロリーバス車両（300形301号車）が2020年に設置された[3][4]。また、同年にはセンター2階に「トロバス記念館」がプレオープン[3][4]。2021年の立山黒部アルペンルートが全線開通した4月15日にオープンした[5]。
- レストラン扇沢
- 長野県道45号扇沢大町線

## バス路線
アルピコ交通・北アルプス交通。
- 日向山高原・大町温泉郷・信濃大町駅方面

アルピコ交通
- 美麻ぽかぽかランド・長野駅方面
- 白馬山麓・白馬コルチナ方面（アルペンライナー）※夏季のみ運行

高速バス
- 中央高速バス（新宿 - 白馬線）：バスタ新宿 行（アルピコ交通・京王バス）（2012年4月28日運行開始）[8]
- 高山 - 扇沢線：平湯温泉・高山濃飛バスセンター 行　※季節運行（濃飛バス） - 2021年（令和3年）4月1日付で廃止。

他に、扇沢駅駐車場が満車の際、約8km大町寄りの籠川臨時駐車場（籠川大橋近く）から当停留所間の、無料シャトルバスが随時運行される（片道所要約15分）。

## 隣の駅
関西電力
関電トンネル電気バス
扇沢駅 - 黒部ダム駅